# 루다키
루다키(858년~941년, 페르시아어: رودکی)는 중세의 페르시아 시인이다.
사마르칸트의 근처에서 출생하여 부하라에 도읍한 사만 왕조의 군주를 섬긴, 눈이 먼 궁정시인이다. 페르시아 문학사상 최초의 위대한 시인이었던 까닭에 '페르시아 시의 아버지'라 불리었다. 작품은 방대한 양이었으나 거의 대부분 소실되었다. 여러 가지 장르의 시에 뛰어났으며 기교를 부리지 않고 소박한 작풍(作風)으로 알려졌다. 인도의 설화 <칼릴라와 딤나>를 지은 시인이다.
루다키의 성공은 주로 10세기 신페르시아 문학의 개화에 중요한 역할을 한 그의 주요 후원자 아불-파들 알-발라미 고관(940년 사망)의 지원 덕분이었다. 937년 발라미가 몰락한 후 루다키의 경력은 악화되었고 결국 법정에서 해고되었다. 그 후 그는 말년을 가난하게 살았으며 고향에서 눈이 먼 채 홀로 죽어갔다.
이란에서 루다키는 "신 페르시아 시의 창시자"로, 타지키스탄에서는 "타지크 문학의 아버지"로 인정받고 있다.